# آفرینش ویژه
در آفرینش‌گرایی، آفرینش ویژه (به انگلیسی: Special creation) این باور است که جهان و همهٔ شکل‌های زندگی موجود در آن به شکل کنونی به حکم فیات یا حکم الهی سرچشمه گرفته‌است.
کاتولیک، عبارت «آفرینش ویژه» را به دو معنای متفاوت به کار می‌برد:
- در چارچوب فرگشت خداباورانه، اشاره به "آفرینش ویژه انسان‌ها"، نقطه‌ای از انسان‌سازی است که در آن جانوران نزدیک به انسان توسط خدا روح می‌گیرند و کاملاً انسان می‌شوند. برخی از دانشمندان، این عقیده را «تراریخت‌گرایی ویژه» (special transformism) نیز می‌نامند.[نیازمند منبع]
- اشاره به آموزه آفرینش فوری یا ویژه برای هر روح انسانی

در آفرینش‌گرایی، «آفرینش ویژه» تفسیر تحت‌اللفظی از روایت پیدایش آفرینش است که آن را توصیفی دقیق از آفرینش جهان به شکل کنونی آن در طول شش روز ۲۴ساعته می‌داند.